# دهانه موروک‌ونگ
دهانه موروک‌وِنگ (انگلیسی: Morokweng crater) یا ساختار برخوردی موروک‌ونگ یک دهانه برخوردی دفن شده در زیر بیابان کالاهاری است که نزدیک شهر موروک‌ونگ استان شمال غربی کشور آفریقای جنوبی و نزدیک به مرز این کشور با بوتسوانا جای گرفته است.